# Velosa
Velosa ist ein Ort und eine ehemalige Gemeinde (Freguesia) im portugiesischen Kreis Celorico da Beira. Die Gemeinde hatte 114 Einwohner (Stand 30. Juni 2011).
Am 29. September 2013 wurden die Gemeinden Velosa und Açores zur neuen Gemeinde União das Freguesias de Açores e Velosa zusammengeschlossen.